# Sympycnus platychirus
Sympycnus platychirus är en tvåvingeart som beskrevs av Octave Parent 1932. Sympycnus platychirus ingår i släktet Sympycnus och familjen styltflugor. Inga underarter finns listade i Catalogue of Life.